# Shawnees
A tribo Shawnee (Shaawanwaki, Ša·wano·ki e Shaawanowi lenaweeki) são um grupo étnico de língua Algonquiana indígena da América do Norte. Nos tempos coloniais, eles eram uma nação semi-migratória nativa americana, habitando principalmente áreas do Vale de Ohio, estendendo-se do que se tornou Ohio e Kentucky para o leste até Virginia Ocidental, Virginia, Pensilvânia e Western Maryland; ao sul para Alabama e Carolina do Sul; e para o oeste para Indiana e Illinois.
Empurrado para o oeste pela pressão europeu-americana, os Shawnees migraram para o Missouri e o Kansas. Na década de 1830, alguns foram forçados a se mudar do meio-oeste para o Território Indígena (agora Oklahoma) a oeste do rio Mississippi. Outros Shawnees não se mudaram para Oklahoma até depois da Guerra Civil. Hoje, três tribos Shawnee reconhecidas pelo governo federal, compostas por descendentes de diferentes grupos históricos e de parentesco, estão todas sediadas em Oklahoma: a Tribo de índios Absentee-Shawnee de Oklahoma, a Tribo Shawnee Oriental de Oklahoma e a Tribo Shawnee.